# Drosophila quasianomalipes
Drosophila quasianomalipes är en tvåvingeart som beskrevs av Elmo Hardy 1965. Drosophila quasianomalipes ingår i släktet Drosophila och familjen daggflugor.
Artens utbredningsområde är Hawaii.